# Revolution (televisieserie)
Revolution is een Amerikaanse post-apocalyptische sciencefictionserie die draait om een toekomstige maatschappij waarin vijftien jaar geleden alle elektriciteit is verdwenen. De serie wordt in de Verenigde Staten sinds 17 september 2012 uitgezonden op NBC, in Nederland werd het uitgezonden sinds 18 november 2013 op Veronica en op de Belgische televisie sinds 6 februari 2014 op VIER. Het eerste seizoen telt 20 afleveringen. Op 26 april 2013 gaf NBC groen licht voor een tweede seizoen van 22 afleveringen.
Eind januari 2014 is Veronica TV gestart met het uitzenden van het tweede seizoen, na de derde aflevering heeft men besloten om de serie niet meer verder uit te zenden i.v.m. tegenvallende kijkcijfers. In 2017 werd het volledige tweede seizoen toch uitgezonden.

## Verhaal
In de pilotaflevering valt door onbekende oorzaak alle elektriciteit op aarde uit. Centrales stoppen met werken, en ook accu’s zoals die van auto’s en vliegtuigen begeven het. Nieuwe stroom opwekken blijkt ook niet mogelijk. Al snel vervalt de westerse wereld in barbarisme; overheden vallen om, steden worden verlaten, en nieuwe milities nemen de macht over. 15 jaar later heeft de overlevende bevolking zich noodgedwongen aan moeten passen aan een leven zonder elektriciteit.
Centraal staat de familie Matheson, bestaande uit Ben, Charlie, Danny en hun oom Miles. Ze wonen in een gemeenschap nabij Chicago, welke nu deel uitmaakt van de nieuwe Monroe Republic. Ze bezitten een van de vele medaillons waarin een USB-stick verborgen zit waarop mogelijk informatie staat over wat er nu echt gebeurd is 15 jaar geleden, en hoe het mogelijk teruggedraaid kan worden. Sebastian Monroe, de zelfbenoemde president van de Monroe Republic, wil deze kennis en macht voor zichzelf houden in een poging de gehele voormalige Verenigde Staten te veroveren. Hij wordt tegengewerkt door een groep opstandelingen, maar krijgt steun van Randall Flynn, een voormalig U.S. Assistant Secretary of Defense die 15 jaar terug betrokken was bij het incident dat de stroomuitval veroorzaakte. Hij blijkt tegen het eind van seizoen 1 tevens te werken voor de nu in ballingschap levende Amerikaanse president. Tevens wordt in de loop van seizoen 1 duidelijk dat een experimentele nanotechnologie zeer waarschijnlijk de oorzaak was van de stroomstoring. Uiteindelijk slaagt Randall erin om met de medaillons de stroom voor een reeks kernwapens weer te heractiveren, en vuurt 2 nucleaire raketten af op Atlanta en Philadelphia.

### Lijst van republieken
- De Monroe Republiek: opgericht door Sebastian Bass Monroe en Miles Mathenson. Huidige President Sebastian Monroe en Generaal van de Monroe Militie. De hoofdstad van de republiek is Philadelphia.
- De Georgia Federatie: opgericht door Kelly Foster de huidige President. Wie de Generaal is van de Georgia Militie is onbekend. De hoofdstad van de Georgia Federatie is Atlanta
- Plains Natie: de Plains Natie wordt bevolkt door verschillende nomadische stammen die centraal verdedigd worden door een ongeregelde troepenmacht
- Texas: een natie die waarschijnlijk geleid wordt door generaal Blanchard. De militie noemt zichzelf de Texas rangers.
- Woestenij: het wordt woestenij genoemd omdat er geen militie is of duidelijke president en/of generaal.
- Gemenebest Californie: opgericht en geleid door gouverneur Affleck.

## Productie
De serie is bedacht door Eric Kripke. Het eerste seizoen van de serie werd opgenomen in en rond Wilmington, North Carolina. Vooral de historische binnenstad en de campus van de University of North Carolina Wilmington deden dienst als filmlocaties. Ook vond voor seizoen 1 een opname plaats in het Freestyle Music Park in Myrtle Beach. Seizoen 2 wordt opgenomen in Austin, Texas.
De rol van Rachel werd aanvankelijk gespeeld door Andrea Roth.

## Rolverdeling en personages
- Billy Burke als Miles Matheson – een voormalig marinier en nu uitbater van een hotelbar. Hij was een van de oprichters van de Monroe Republic tezamen met Sebastian Monroe, en heeft een tijd als generaal in Sebastian’s militie gediend. Hij deserteerde toen hij gedesillusioneerd raakte over Sebastian’s praktijken en wordt tegenwoordig als een verrader gezien. Ondanks dat hij de militie nu tegenwerkt, blijft hij Sebastian als een oude vriend zien.

- Tracy Spiridakos als Charlotte "Charlie" Matheson – Ben Matheson’s dochter en nichtje van Miles. Ze zorgt voor haar broer Danny, totdat hij sterft. Ze sluit zich dan ook voornamelijk aan bij Miles om Danny te bevrijden van de militia.

- Elizabeth Mitchell als Rachel Matheson - de moeder van Charlie en Danny, die sinds de stroomstoring dood werd gewaand maar later blijkt te werken voor Monroe. Dankzij haar weet Monroe van de medaillons af. Ze weet ook meer af van de oorzaak van de stroomstoring.

- Zak Orth als Aaron Pittman - een voormalig medewerker van Google en vriend van Ben Matheson. Hij doet in de gemeenschap dienst als leraar. Hij heeft jaren terug zijn vrouw achtergelaten bij een rondreizend gezelschap daar hij haar volgens eigen zeggen niet kon beschermen; iets waar hij zich nog altijd schuldig over voelt.

- Tim Guinee als Ben Matheson – de broer van Miles en vader van Danny en Charlie. Hij is een van de ontwikkelaars van de nanotechnologie die tot de stroomstoring heeft geleid, hoewel zijn uitvinding eigenlijk een poging was om goedkope, schone energie op te wekken. Hij wordt in aflevering 1 reeds vermoord, maar in de loop van de serie krijgt men via flashbacks zijn verleden te zien.

- Giancarlo Esposito als Major Tom Neville – een kapitein in het leger van de Monroe Republic. Hij is verantwoordelijk voor de dood van Ben Matheson en de gevangenneming van Danny. Hij is zeer toegewijd aan de militie, vooral daar hij hen als middel ziet om zijn familie te beschermen. Hij wordt vaak door zijn vrouw aangemoedigd nog ruwer en meedogenlozer op te treden dan hij al doet. Nadat zijn zoon zich aansluit bij een groep rebellen valt hij echter in ongenade bij Monroe en is uiteindelijk gedwongen om met zijn vrouw naar Georgia Republic te vluchten. Daarna sluit hij zich aan bij Miles Matheson om Monroe ten val te brengen.

- Graham Rogers als Danny Matheson – Charlie’s broer die al vroeg in de serie gevangen wordt door de militia. Hij lijdt aan astma. Net als zijn zus vertoont hij vaak sympathie voor mensen die in nood verkeren, zelfs vijanden. Zo helpt hij Tom Neville ontsnappen aan een instorting, ondanks dat hij daardoor zelf weer gevangen wordt. Hij komt om het leven bij een vuurgevecht.

- J.D. Pardo als Jason Neville – een voormalig luitenant in de militia van Monroe. Hij heeft de taak Miles op te sporen. Hij is de zoon van Tom Neville, met wie hij een uiterst moeizame relatie heeft. Nadat hij gevoelens ontwikkelt voor Charlie en ziet hoe de militie opstandelingen afslacht, sluit hij zich bij Miles en zijn groep aan.

- David Lyons als President/Generaal Sebastian "Bass" Monroe – een voormalig marinesergeant en mede-oprichter van de Monroep Republic, waarvan hij nu president is. Hij was voor de stroomstoring goede vrienden met Miles en diende samen met hem in het leger. Ze richtten de republiek aanvankelijk op als poging weer orde te scheppen in de maatschappij. Hij kende voor de stroomstoring de familie Matheson al goed. Eind seizoen 1 wordt hij afgezet en klaarblijkelijk gedood.

- Colm Feore als Randall Flynn – een Assistant Secretary of Defense die voor de stroomstoring meewerkte aan Ben Matheson’s project in de hoop er een militair wapen van te maken. Na de stroomstoring probeert hij de overgebleven wetenschappers die aan dit project werkten, al dan niet tegen hun wil, samen te brengen. Hij werkt samen met Monroe en voorziet hem van genoeg info om in elk geval voertuigen weer werkend te krijgen. Hij pleegt aan het eind van seizoen 1 zelfmoord.

- Stephen Collins als Dr. Gene Porter – een van de leiders van de stad Willoughby, en vader van Rachel Matheson.

- Daniella Alonso als Nora Clayton – een vrouw die Miles nog van vroeger kent. Ze heeft banden met de opstandelingen die de Verenigde Staten willen herstellen. Ze komt aan het einde van seizoen 1 om het leven.

- Anna Lise Phillips als Maggie Foster – een Britse dokter die na de stroomstoring in Amerika strandde en wanhopig terug wil naar haar thuisland. Ze krijgt een relatie met Ben Matheson nadat diens vrouw klaarblijkelijk is gestorven. Ze wordt later gedood door een overvaller.

- Maria Howell als Grace Beaumon – een vrouw die Danny een tijdje verborgen houdt voor de militie en ook een van de medaillons bezit. Ze blijkt later een van de wetenschappers te zijn die de nanotechnologie heeft ontwikkeld die de stroomstoring veroorzaakte.

- Malik Yoba als Jim Hudson – een voormalig militant die nu ondergedoken leeft als bibliothecaris. Miles en Nora zoeken hem op nadat ze bij de opstandelingen betrokken raken. Hij sluit zich bij hen aan, maar ontpopt zichzelf later als een verrader en wordt door Jason gedood.

- Leland Orser als John Sanborn – een wetenschapper die meewerkte aan de ontwikkeling van de nanotechnologie.

- Kim Raver als Julia Neville – de vrouw van Tom Neville en moeder van Jason.

## Ontvangst
De serie werd positief ontvangen door televisiekijkers in Amerika. Op Metacritic heeft de serie momenteel een beoordeling van 64 punten op een schaal van 100.
In 2013 won de serie de Saturn Award voor Beste televisieserie, een Emmy Award voor beste stuntwerk in een dramaserie, en de BMI TV Music Award voor de intromuziek.